# Ottinge
Ottinge är en herrgård i Lofta socken i Västerviks kommun.
Ottinge tillhörde på 1560-talet Jöns Håkansson, och 1593 Hans Bröms, och kom omkring 1627 i släkten von Scheidings ägor. Det har därefter 1685 tillhört Lorentz Creutz och 1715 Isac de Besche från vilken det ärvdes av svärsonen Isac von Knorring. 1829 ägdes gården av O. J. Risellsköld och 1862 av L. Cullberg.
Enligt en fantasifull sägen dokumenterad i Skrifter för folket 1903 skulle Ottinge i början av 1600-talet ha ägts av Ivar Christersson Ulfsparre som skänkte det i hemgift åt sin dotter vid hennes giftermål med Johan Kinnemond. Han skall ha kommit på sin bror Moritz Kinnemouth med att ha en affär med hans hustru och slagit ihjäl brodern med en eldgaffel och låtit mura in brodern och eldgaffeln i husets murar. Ulfsparre hade dock aldrig bott här, Johan Kinnemond bodde däremot på Gursten i Lofta socken.
Den nuvarande huvudbyggnaden uppfördes vid mitten av 1800-talet av Sköld Cullberg, överinspektor åt Jan Carl Adelswärd på Överums bruk.